# Stazione di Fiumicino
Stazione di Fiumicino 2002-ben bezárt vasútállomás Olaszországban, Fiumicino településen.

## Vasútvonalak
Az állomást az alábbi vasútvonalak érintették:
- Róma–Fiumicino-vasútvonal

## Kapcsolódó állomások
A vasútállomáshoz az alábbi állomások vannak a legközelebb:
- Stazione di Porto
- Stazione di Fiumicino Porto Canale